# Período especial
El período especial en tiempos de paz de Cuba fue un largo período de crisis económica que comenzó como resultado del colapso de la Unión Soviética en 1991 y, por extensión, del CAME así como por el recrudecimiento del embargo estadounidense desde 1992. La depresión económica que supuso el período especial fue especialmente severa a comienzos y mediados de la década de los 90, el PIB se contrajo un 36 % en el período 1990-93. A partir de 1994 se inició una recuperación llegando el PIB en 2007 a niveles similares a los de 1990. Se definió en principio por severas restricciones en hidrocarburos en forma de gasolina, diésel y otros combustibles derivados que hasta la fecha Cuba obtenía de sus relaciones económicas con la Unión Soviética. Este período transformó la sociedad cubana y su economía, lo que llevó a que Cuba hiciera urgente reformas en la agricultura, produjo una disminución en el uso de automóviles, y obligó a reacondicionamientos en la industria, la salud y el racionamiento.

## Cambios en los modelos de producción

### Recursos energéticos
Los efectos del período especial fueron súbitos. Los envíos de petróleo crudo pactados con la Unión Soviética dejaron de ser recibidos por Cuba después de 1991, y durante el siguiente año la economía cubana sufrió importantes restricciones en la importación, y se redujo la importación de petróleo a un 10 % del que se estaba importando normalmente. El PIB estimado para 1990 era de 31,1 mil millones de dólares, pasó en 1993 a sólo 19,8 mil millones de dólares.
El gobernante cubano Fidel Castro apareció en la televisión nacional cubana alertando a los cubanos sobre la escasez energética inminente, tras recibir una notificación de Rusia de que no tenía ninguna intención de cumplir con los acuerdos firmados por la Unión Soviética.

### Agricultura y relocalización
Esta escasez de combustibles afectó especialmente a la agricultura, —ya que era necesario para el funcionamiento de los tractores, las cosechadoras y las segadoras— así como a la capacidad industrial cubana.
Los primeros tiempos del período especial estuvieron marcados por una interrupción general en el transporte y los sectores agrícolas, la acción de fertilizantes y de pesticidas —ambos fabricados sobre todo de derivados del petróleo— y la escasez generalizada de alimentos, la hambruna y sus peores efectos no pudieron ser evitados. 
Técnicos en permacultura australianos y de otros lugares del mundo llegaron a Cuba para ayudar y enseñar sus técnicas a los agricultores locales, que pronto los pusieron en ejecución en campos cubanos por toda la nación. La agricultura orgánica se impuso pronto por mandato del gobierno cubano, suplantando la vieja forma industrializada de cultivo tradicional. La relocalización impuesta por la permacultura, y los modos innovadores de transformación del sector tuvieron que desarrollarse muy rápidamente. Las necesidades de producción de azúcar se vieron drásticamente reducidas —al desaparecer el programa "petróleo por azúcar" establecido con los soviéticos—, con lo que Cuba diversificó apresuradamente su producción agrícola, utilizando los campos de caña para plantar frutas y verduras.

### Ganadería

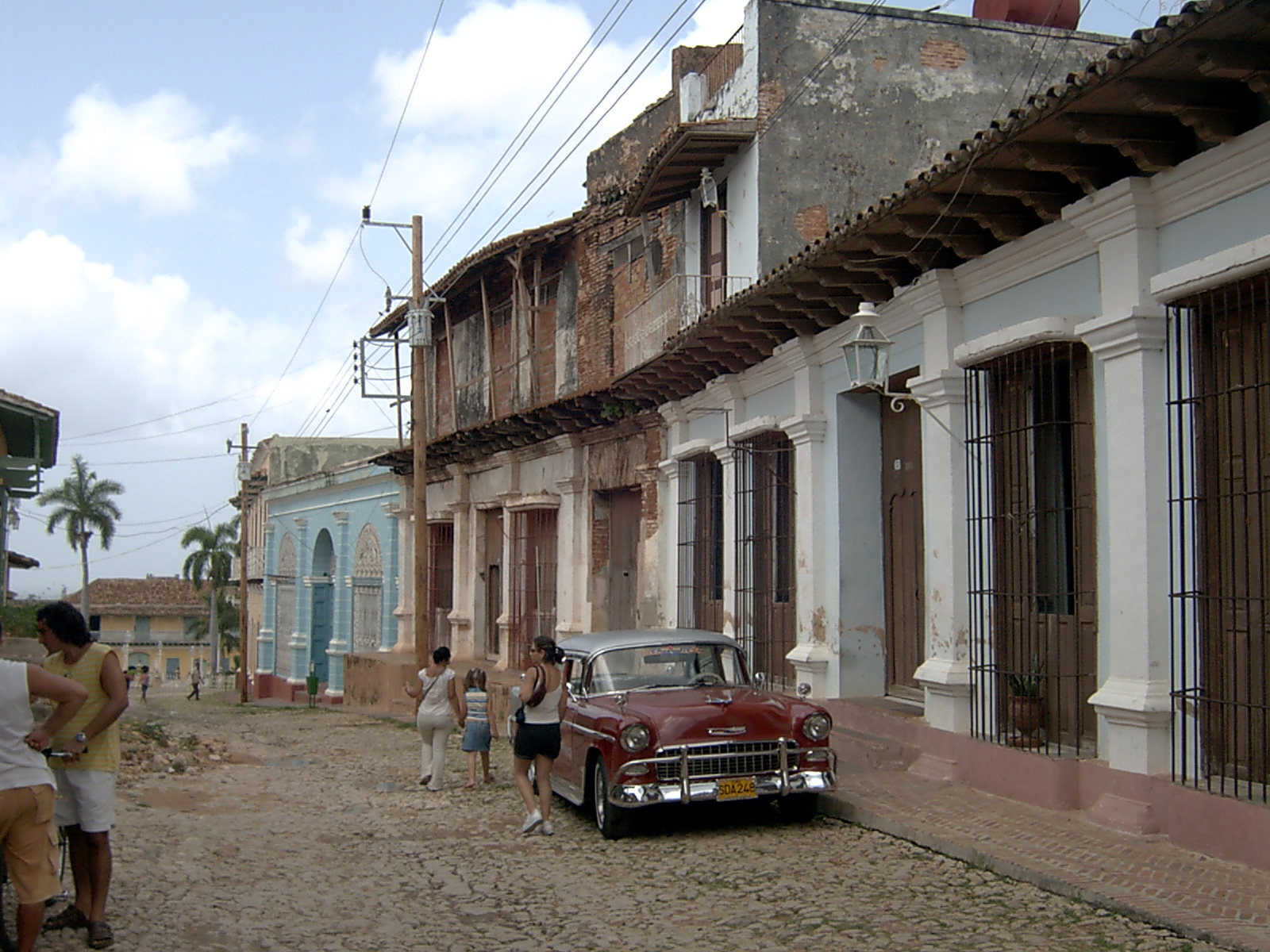
Calle en Trinidad, Cuba, que muestra los estragos de la crisis económica desde el derrumbe de la Unión Soviética.

La dependencia a los combustibles fósiles en las granjas cubanas hizo que se vieran afectados la producción de carne y productos básicos, que se vieron reducidos en la dieta. Esto llevó a la necesidad de adoptar dietas con soya y todo tipo de infusiones y, en última instancia, fórmulas veganistas. Las propuestas de energía alternativa de los ingenieros cubanos fueron rechazadas por el régimen totalitario.

### Transporte
Hubo de idearse formas alternativas de transporte, ideándose fórmulas como los "camellos" (Metrobuses adaptados, de gran longitud, para ser llevados por cabinas de tráiler). Sumado a esto, centenares de miles de bicicletas tomaron las calles para suplir las carencias de combustible. 
Surgieron los llamados "bicitaxis", que no son más que bicicletas de tres ruedas adaptadas para dos pasajeros y un conductor. Las más desarrolladas poseían cajas de velocidad de motores soviéticos adaptados para funcionar, no con un motor de combustión, sino con los pedaleos de una bicitaxi. 
También se desarrollaron otras formas de transporte preexistente como el coche que consistía en una especie de carreta con asientos a los lados y capacidad de ocho a doce personas y que es movido con uno o dos caballos, respectivamente. 
Paralelo a estas situaciones, la grave situación económica de esos años provocó la total paralización de la construcción de la autopista nacional que, hasta entonces, solo abarcaba el 49 % del país. Además, la escasez de materiales imposibilitó dar un mantenimiento efectivo a la mayoría de las infraestructuras, provocando un progresivo deterioro de carreteras, puentes, vías férreas y acueductos.

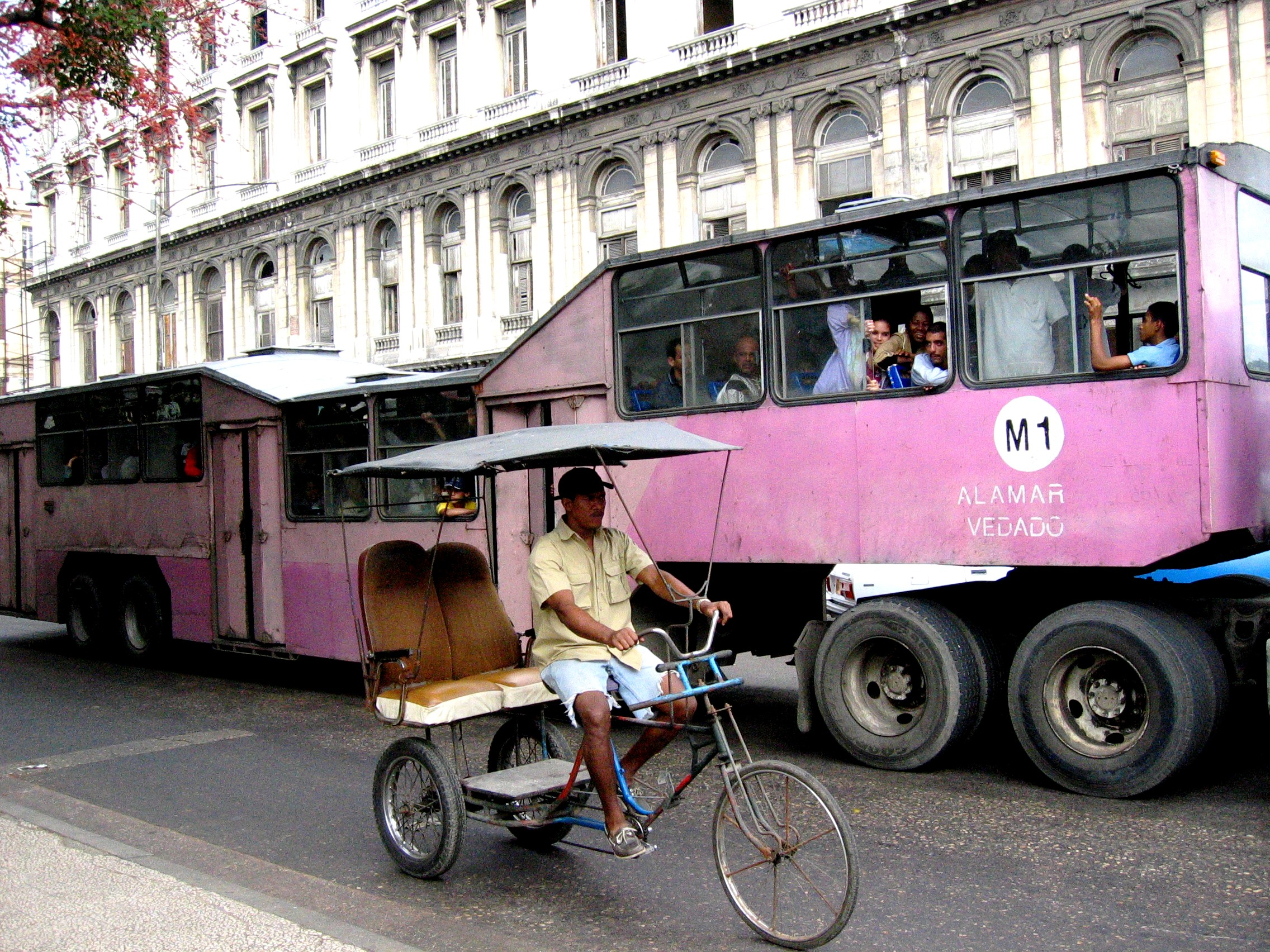
Un "camello" y una bicicleta de taxi (bicitaxi) en Cuba.
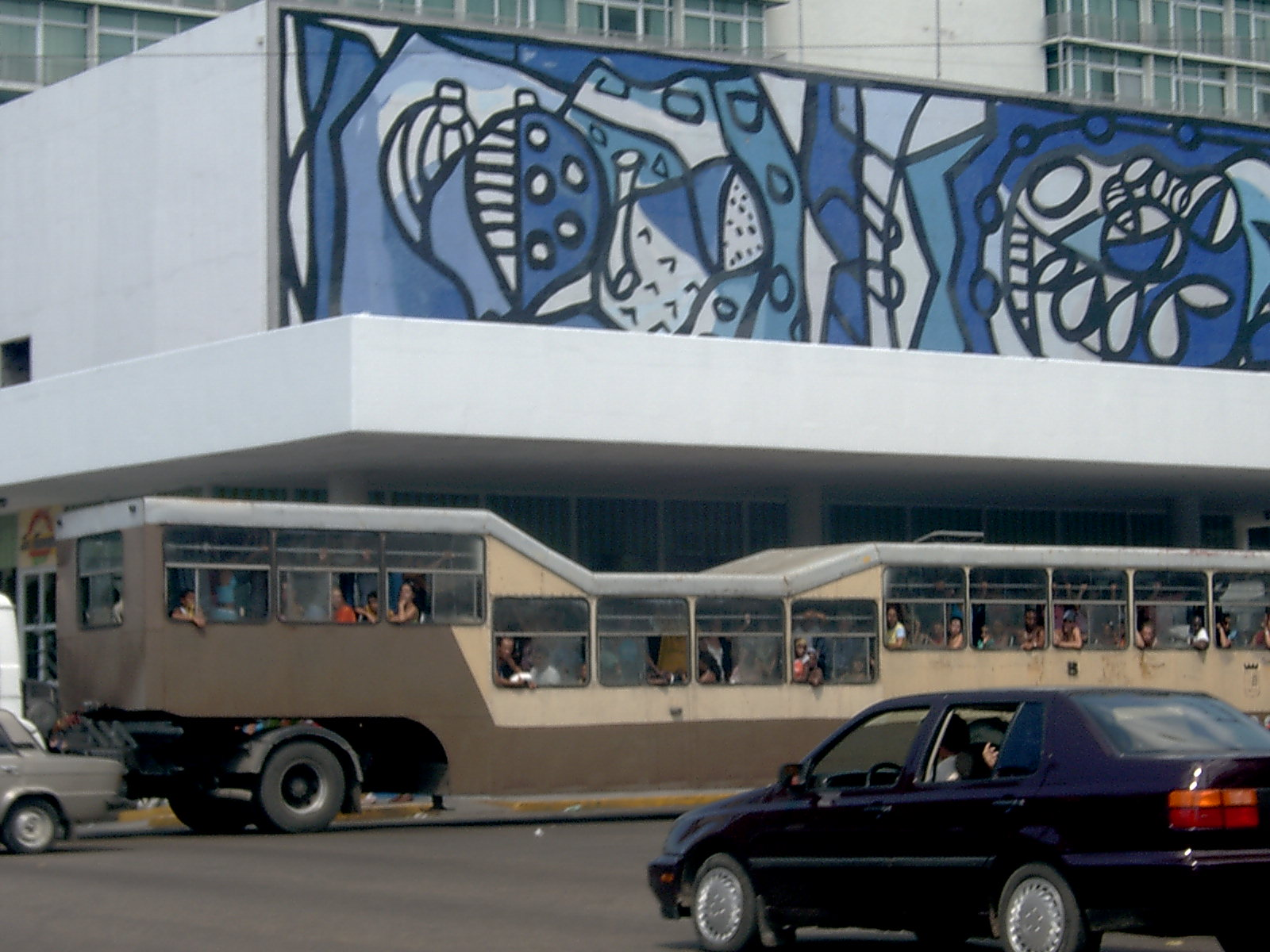
Un "camello" adaptado para trasportar gran cantidad de pasajeros.
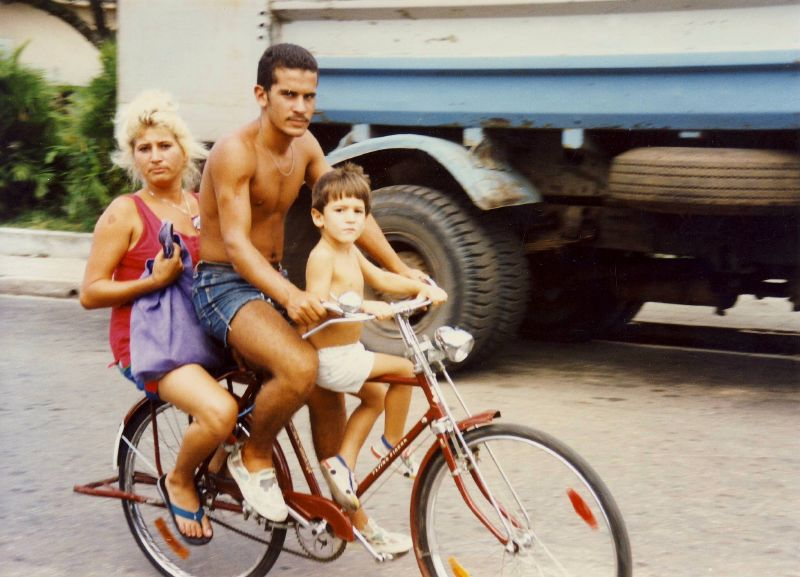
Familia cubana en una bicicleta en el año 1994.

### Minerales y metales
Además, hubo de hacerse también frente a una drástica reducción en las importaciones de acero y otros derivados minerales, lo que provocó la clausura de refinerías y factorías por todo el país, eliminando en un importante porcentaje la industria estatal y millones de trabajos.

### Turismo, remesas y nuevas formas de ingreso
La revolución cubana también se vio obligada a adoptar nuevas formas de gestionar el turismo para hacerlo más lucrativo, llegando a acuerdos con varias naciones de Europa occidental (especialmente España) y de Sudamérica en un intento por ganar las divisas extranjeras necesarias para sustituir el petróleo soviético perdido por los mercados internacionales capitalistas. Todas las nuevas empresas, sin embargo, quedaron en manos de los militares y, por ende, una vez más, en manos del estado y el partido comunista. Por otro lado, la depreciación del peso cubano tras la crisis generó que aquellos que tuviesen familiares en el exterior, al enviar fondos, también tendrían más posibilidades de ingresos y solidez económica. Las opciones para el ciudadano promedio quedaron cerrados a pesar de estas ciertas aperturas.

## Cambios en los modelos económicos
Las remesas, el turismo, la economía subterránea e informal, el subempleo y la necesidad de la relocalización de los procesos productivos por falta de recursos energéticos llevaron al gobierno cubano a tomar medidas profundas en la manera de planificar su economía y sus relaciones mercantiles.
Para atacar la crisis, se hicieron reformas a nivel constitucional en 1991, que generarían principalmente dos sectores económicos emergentes y paralelos al sector estatal, así como un sistema bimonetario.  Por un lado, se reabrió el mercado interno mediante la moneda local y, por otro, el mercado de importaciones y fabricación nacional con moneda extranjera.
Durante el período especial se dio una transición de un modelo de planificación central socialista a un modelo socialista de mercado descentralizado.  En 1992 se modificó a nivel constitucional la disposición que prohibía la propiedad privada de los medios de producción y del tipo de sistema de planificación económica:
|                                       | Antes de 1992                                                      | Después de 1992                                                                  |
| ------------------------------------- | ------------------------------------------------------------------ | -------------------------------------------------------------------------------- |
| Sobre la planificación económica      | «Plan Único de Desarrollo Económico»                               | «Un plan que garantice el desarrollo programado del país»                        |
| Propiedad de los medios de producción | «la propiedad socialista se ejerce sobre los medios de producción» | «la propiedad socialista se ejerce sobre los medios fundamentales de producción» |

### El turismo, remesas e inversión extranjera
El gobierno cubano procuró las remesas, la inversión extranjera y el turismo por medio de la despenalización de la tenencia de divisas extranjeras.  La dolarización parcial aminoró el riesgo cambiario en los nuevos sectores emergentes de la economía incentivando la inversión extranjera.  Por otro lado, se creó un mercado cambiario para la población (CADECA) para que el Estado pudiera captar las ganancias por remesas y el turismo y así mejorar la oferta de bienes y servicios.  También la dolarización sirvió de ayuda para crear un marco de referencia confiable de precios y costos que sirviera para introducir mercados al sector empresarial.

### Descentralización de la planificación económica y productiva
Hubo que dar prioridad a la producción agropecuaria y de otros procesos de producción relativos a la autosuficiencia local y de comunidades por medio de la desestatización de tierras, la liberalización del trabajo por cuenta propia y la autorización para el funcionamiento de varios mercados privados de productos agropecuarios, industriales y de artesanado.  Para lograr esto, el gobierno de Cuba desestatizó muchas tierras para transformarlas en cooperativas y descentralizó el sistema bancario nacional.
En un principio, el sector tradicional transó en moneda nacional pero para aumentar el autofinanciamiento y competitividad después se les permitió concurrir al mercado interno en divisas extranjeras para transacciones intraempresariales y la venta de bienes y servicios a la población.  Esto también a más largo plazo aminoró la necesidad de asignación de subsidios por parte del Estado.

## Efectos en la población

### Protestas de 1994

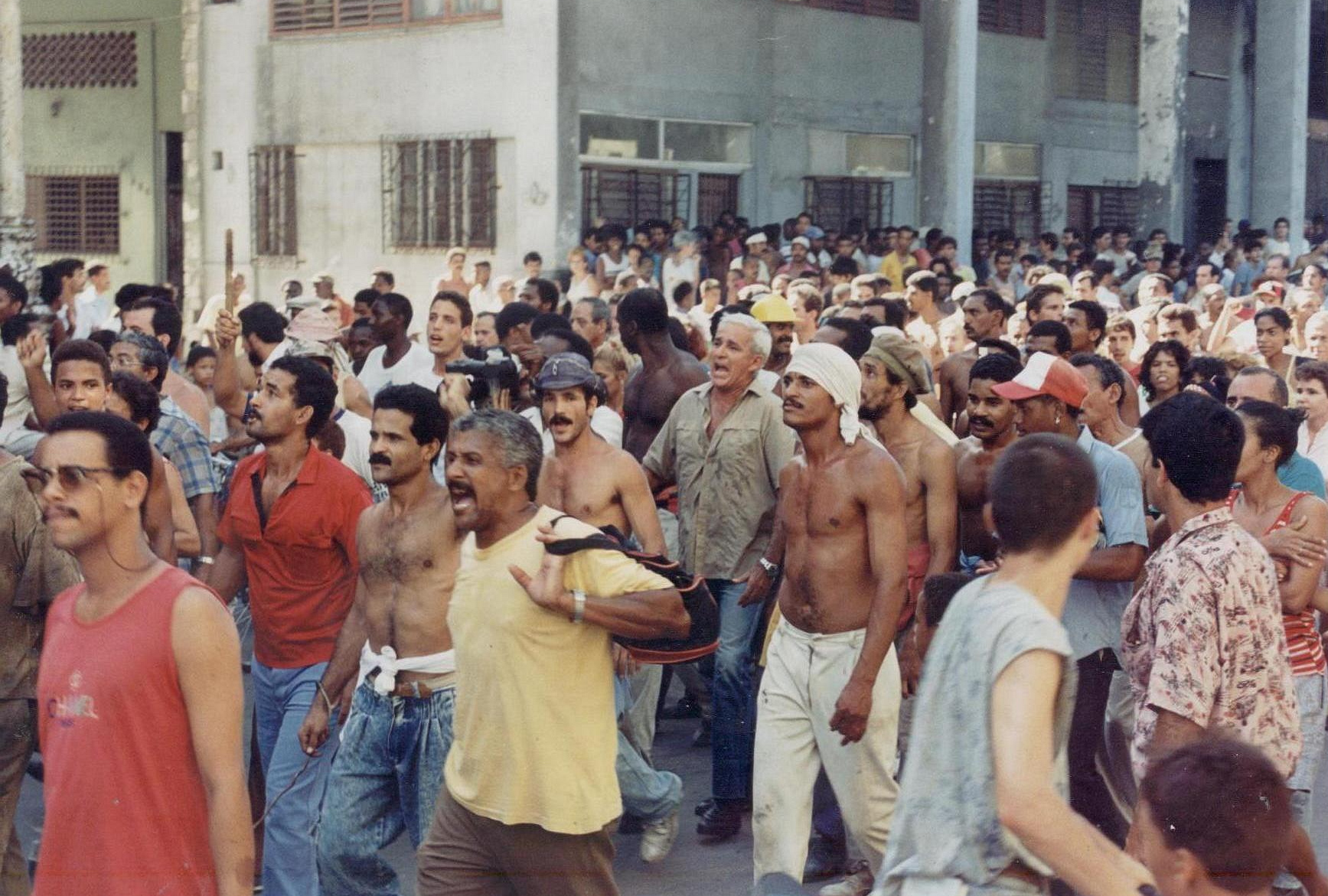
Cubanos protestando en el llamado Maleconazo.

Cientos de cubanos protestaron en La Habana el 5 de agosto de 1994, algunos gritando "Libertad!". La protesta, en la cual algunos manifestantes lanzaron piedras a la policía, fue dispersada por la policía después de algunas horas. Un artículo publicado en el Journal of Democracy argumentaba que esto era lo más cercano que la oposición cubana podría estar de reivindicarse a sí misma decisivamente.

### Efectos en la salud

#### Malnutrición
El aporte nutricional se redujo de 2845 kilocalorías por día en 1989 a 1863 kilocalorías por día en 1994, siendo el mínimo recomendado para el cuerpo humano adulto de 2100 a 2300 calorías. Asimismo, se estima que los niños y personas de edad avanzada reciben sólo 1450 calorías por día. Para Franco y colaboradores (2007) cada cubano adulto perdió entre un 5 % a un 25 % de su peso corporal durante el período 1990–1995.
Debido a una probable combinación de factores nutricionales y tóxicos surgió una epidemia de neuritis óptica y polineuropatía periférica carencial en la población.  Aparecieron los primeros casos esporádicos entre 1991 y 1992 para luego progresar a ritmo exponencial[cita requerida] hasta mayo de 1993 con 30 000 pacientes. El gobierno cubano desde entonces puso a distribución suplementos vitamínicos gratuitos. Para 1997 el total de casos reportados ascendía a los 56 800 enfermos desde el inicio de la crisis.

#### Enfermedades de la civilización
Con la malnutrición en el período especial surgieron epidemias pero por otro lado se obtuvieron efectos positivos en cuanto a otras enfermedades asociadas a la civilización. En un artículo del American Journal of Epidemiology Franco (2007) publica datos que muestran que "durante el período 1997-2002, hubo una disminución en las muertes atribuidas a enfermedades de la civilización tales como la diabetes (51 %), enfermedad coronaria (35 %), accidente cerebrovascular (20 %) y otras causas (18 %). Para Franco esto se debió a cómo la población trató de reducir el almacenamíento de la energía sin reducir el valor nutritivo de los alimentos.

#### Mortalidad materno-infantil
Entre las consecuencias negativas importantes según el Canadian Medical Association Journal (CMAJ) son un aumento del 60 % en la tasa de mortalidad materna ocasionada por complicaciones obstétricas comunes y un 43 % en la tasa de la mortalidad materna total.  Por otro lado, la tasa de mortalidad infantil en Cuba fue atenuada por una disminución en la tasa de natalidad debido a la pobreza, aumento de abortos no oficiales, mayor distribución de anticonceptivos y un nivel de atención muy exclusivo del sistema de salud cubano a los lactantes.

#### Mortalidad en adultos mayores
Para el estudio de la American Journal of Epidemiology existió un modesto aumento en la tasa de todas las causas de muerte en los ancianos. Por otro lado, para la Canadian Medical Association Journal las consecuencias en Cuba fueron un aumento en la tasa de mortalidad entre los ancianos de hasta un 20 % entre 1982 y 1993.

### Otros efectos
La CMAJ critica la publicación de la American Journal of Epidemiology de Franco por no tomar en cuenta otras repercusiones en la población como los efectos mentales y sociales argumentando que el hambre en Cuba durante el Período Especial fue causado por factores políticos y económicos propios de regímenes autoritarios bajo extremos racionamientos. Misma situación que obligó al gobierno aceptar donaciones norteamericanas de alimentos, medicinas y dinero en efectivo.

## Tras el período especial (Etapa 1995-actualidad)
Mientras que el país comenzó a recuperarse más visiblemente del choque que supuso la implosión de su principal apoyo económico, Castro subrayó el éxito que supuso mantener varios indicadores sociales que según él eran similares a los niveles de países del Primer Mundo (como la educación, baja mortalidad infantil, alta esperanza de vida etcétera). El fin del período especial fue progresivo, desde 1995 hasta 1997. En 1995 se promulgó la Ley de Inversión Extranjera que atrajo capitales privados que mejoraron la economía de la isla. En estos años se superaron duros obstáculos de una sociedad en ruina. [cita requerida]
Con la llegada de Hugo Chávez a la presidencia de Venezuela en febrero de 1999, Cuba encontró en Venezuela un importante socio que estableció beneficios extraordinarios para Cuba mediante intercambios comerciales preferenciales; como la recepción de más de 100 mil barriles diarios de petróleo a precio subsidiado que pagarían a crédito y a lo largo de varios años. El petróleo era revendido a otros países a precio internacional, con lo cual Cuba obtuvo miles de millones de dólares para solventar sus gastos de educación, salud y alimentación, acción difícil en años anteriores debido a la ausencia de socios comerciales que ocasionó el recrudecimiento del embargo estadounidense. Estos envíos de barriles de petróleo se fueron extendiendo a otros gobiernos con tendencia de izquierda y de centro, que fueron surgiendo en América Latina a lo largo de la década siguiente.
Además, en el período especial se ha visto un catalizador para que Cuba se esfuerce por un consumo más responsable de sus recursos, lo que se ha visto plasmado, entre otras cosas, en la llamada "Revolución energética" con la que se pretende alcanzar un equilibrio entre la producción energética y los recursos naturales por diversas vías (como, por ejemplo, sustituyendo bombillas incandescentes por unas de bajo consumo, o subvencionando electrodomésticos de bajo consumo, etcétera).
Desde el año 2003 el PIB ha crecido continuadamente hasta la actualidad según los informes de CEPAL. En el 2006 la economía creció un 12,6 %, siendo el mayor crecimiento de América Latina según la CEPAL ese año. Creció un 7,6 % en el año 2007 con respecto al año anterior. Durante el año 2009 CEPAL estimó un incremento interanual del PIB del 1 % con respecto al año 2008, a pesar de la Crisis bursátil de enero de 2008, de afectación internacional, y de que el país fue duramente afectado ese mismo año por tres potentes huracanes. En abril de 2011 se celebró en el país el VI Congreso del gobernante Partido Comunista de Cuba, tras lo cual se inició una nueva etapa de reformas económicas, tecnológicas y sociales que continúan hasta la actualidad en los llamados "Lineamientos de la Política Económica y Social del Partido y la Revolución". 
Sin embargo, desde el año 2018 se hace evidente una desaceleración de las reformas económicas emprendidas por el gobierno de Raúl Castro. Esto ocurre en el momento de un cambio en la dirigencia del Gobierno cubano, cuando Miguel Díaz-Canel sustituye a Raúl Castro como Presidente de los Consejos de Estado y de Ministros. En 2019, las medidas de endurecimiento del embargo estadounidense y la crisis en Venezuela contribuyen a provocar un agravamiento de la situación económica de Cuba. En 2020, la pandemia de COVID-19 obliga a un cierre de fronteras en muchos países, golpeando directamente el turismo, uno de los sectores de los que más depende la economía de la Isla. En este año, el PIB cae un 11%. En el 2021, las medidas económicas del gobierno - Tarea Ordenamiento y creación de tiendas en Moneda Libremente Convertible (MLC) - provocan un aumento de la inflación y del coste de la vida, y en el mes de julio, los días 11 y 12 ocurren protestas en todo el país contra el gobierno. En 2022, se ha agravado aún más la difícil situación económica y social que azota el país, los cortes de energía eléctrica se han incrementado, mientras se ha visto un éxodo masivo de centenares de miles de cubanos que han llegado a la frontera entre Estados Unidos y México. La crisis actual que vive Cuba hace recordar los peores momentos del Período Especial en la década de los 90. 